# Струбіни (Новодворський повіт)
Струбіни (пол. Strubiny) — село в Польщі, у гміні Закрочим Новодворського повіту Мазовецького воєводства.
Населення — 125 осіб (2011).
У 1975-1998 роках село належало до Варшавського воєводства.

## Демографія
Демографічна структура станом на 31 березня 2011 року:
|          | Загалом | Допрацездатний вік | Працездатний вік | Постпрацездатний вік |
| -------- | ------- | ------------------ | ---------------- | -------------------- |
| Чоловіки | 61      | 6                  | 47               | 8                    |
| Жінки    | 64      | 9                  | 37               | 18                   |
| Разом    | 125     | 15                 | 84               | 26                   |